# Лизичев, Алексей Дмитриевич
Алексе́й Дми́триевич Ли́зичев (22 июня 1928, дер. Горы, Ленинградская область — 11 октября 2006, Москва) — политический работник Вооружённых Сил СССР. Начальник Главного политического управления Советской Армии и Военно-морского флота (1985—1990). Член ЦК КПСС (1986—1990), генерал армии (1986).

## Биография
Родился в деревне Горы. Русский. Из многодетной крестьянской семьи (пятый из семи детей). Дед участвовал в русско-японской войне, отец воевал в 1-ю Мировую, командовал кавалерийским эскадроном в гражданскую войну. Родители Алексея — отец Дмитрий Андреевич (1891 г.р.) и мать Софья Алексеевна (1893 г.р.). В 1929 году из-за риска раскулачивания семья в полном составе переехала в Омскую область. В годы Великой Отечественной войны отец скончался. Оставшись без него, семья в 1944 году вернулась в Вологодскую область, ближе к родственникам. Чтобы обеспечить семью, Алексей, одновременно с учёбой стал работать на Бабаевском пищевом комбинате, производившем продукты для нужд армии, был чернорабочим, мастером-виноделом, техническим директором.

## Начало военной службы
В Советской Армии с 1946 года. Окончил Череповецкое военное пехотное училище в 1949 году (в том же году стал членом ВКП(б)). В период учёбы был секретарем комсомольского бюро батальона. После окончания училища оставлен в нём помощником начальника политотдела училища по комсомольской работе. В 1956 году назначен помощником начальника политотдела 54-й мотострелковой дивизии. В 1957 году заочно окончил Военно-политическую академию имени В. И. Ленина.
С 1957 года — инструктор политуправления Северного военного округа. С 1958 года — начальник отдела комсомольской работы политуправления Северного военного округа. В 1960 году назначен помощником начальника политуправления Ленинградского военного округа по комсомольской работе, а с конца того же года — помощник начальника Главного политического управления Советской Армии и Военно-морского флота по комсомольской работе, полковник (1963). С 1965 года — начальник политотдела — заместитель командира по политчасти 13-го гвардейского армейского корпуса в Московском военном округе.

## На высших военно-политических постах
С февраля 1968 года — заместитель, а с мая 1969 года — первый заместитель начальника политуправления Московского военного округа. Генерал-майор (1969). С июля 1971 года — первый заместитель начальника политуправления Группы советских войск в Германии. В июне 1975 года назначен членом Военного Совета — начальником политуправления Забайкальского военного округа, генерал-лейтенант (февраль 1976).

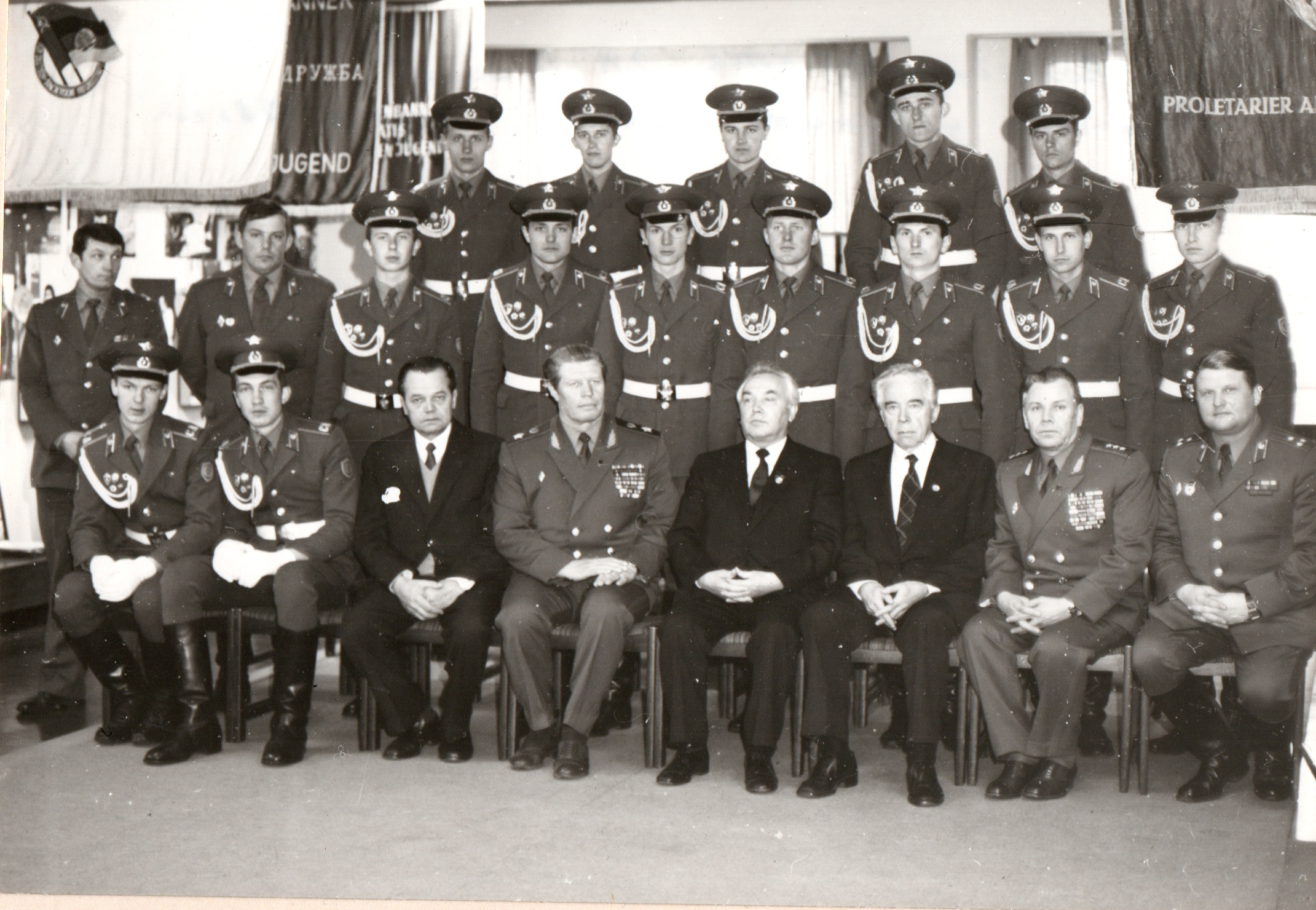
Шумилов В. Т, Зайцев М. М., Романов Г. В., Абрасимов П. А., Лизичев А. Д. у воинов 6 гв. омсбр ГСВГ Берлин 1983

С апреля 1980 года — заместитель начальника Главного политического управления Советской Армии и Военно-морского флота, генерал-полковник. С 1982 года — член Военного Совета — начальник политуправления Группы советских войск в Германии.
С июня 1985 года назначен на должность начальника Главного политического управления Советской Армии и Военно-морского флота. В советское время это была вторая по значимости должность в Вооружённых силах СССР после Министра обороны СССР. При этом начальник ГлавПУРа Министру оборону не был подотчётен, назначался на должность и освобождался от неё не приказом Министра, а решением ЦК КПСС. Воинское звание генерал армии присвоено указом Президиума Верховного Совета СССР от 19 февраля 1986 года № 4178-XI.

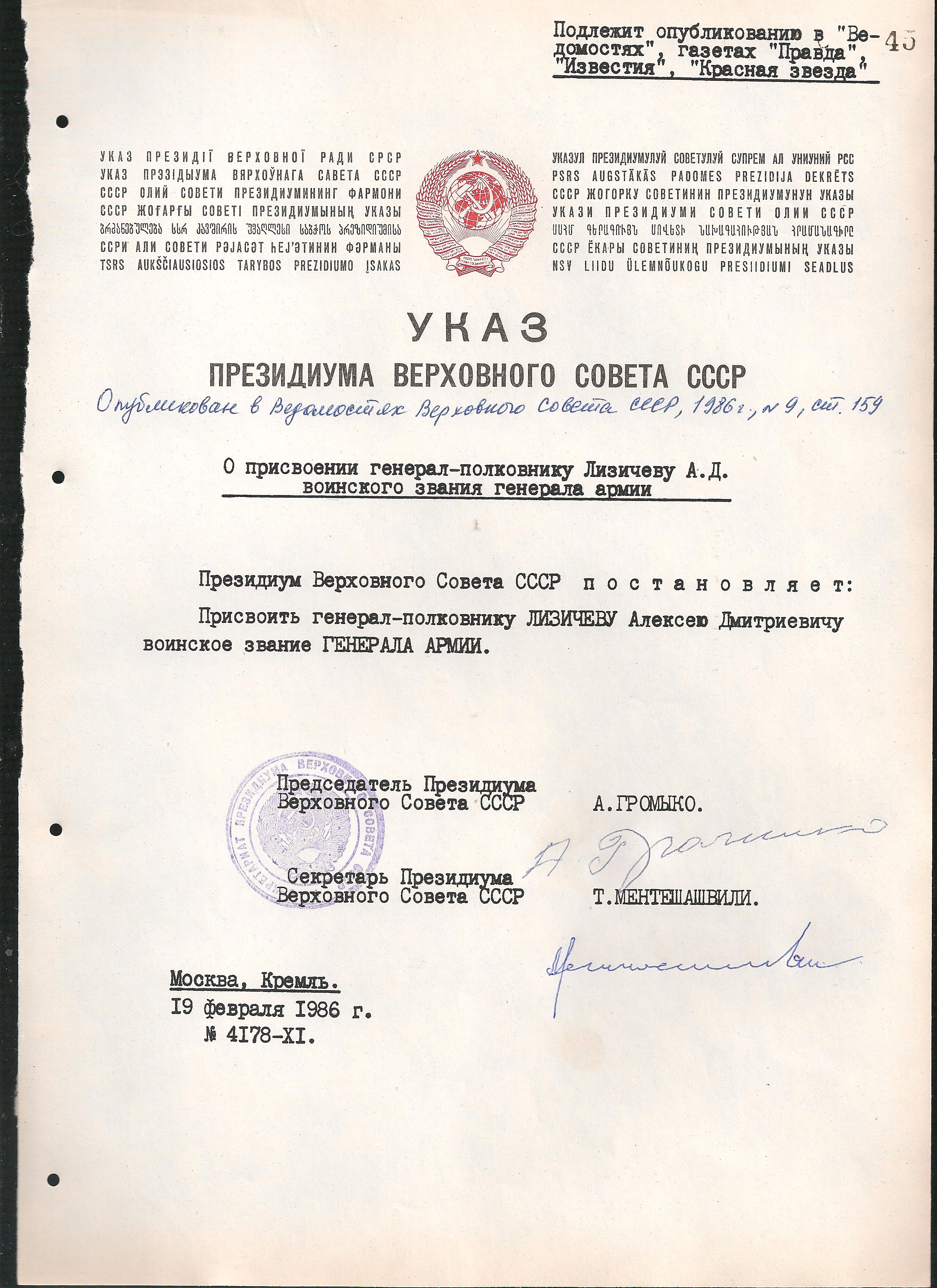

С июня 1990 года — в Группе генеральных инспекторов Министерства обороны СССР. С мая 1992 года — в отставке. Работал в Ассоциации офицеров запаса Сухопутных войск «Мегапир». Женат, сыновья служили в армии, имеют звания генерал-майор и полковник. Внук — также офицер, воевал в Афганистане и в Чечне.
Автор довольно большого количества брошюр и статей по вопросам партийного руководства войсками и пропаганды коммунистических идей. После ухода в отставку издал несколько сборников своих стихов.
Алексей Дмитриевич Лизичев скончался 11 октября 2006 года на 79-м году жизни. Похоронен на Троекуровском кладбище Москвы.
Член ЦК КПСС в 1986—1990 годах. Депутат Совета Национальностей Верховного Совета СССР 11-го созыва (1984—1989) от Латвийской ССР. Народный депутат СССР (1989—1991).

## Награды и звания
- Орден Ленина
- Орден Красного Знамени
- Орден Красной Звезды

Памятник на могиле генерала армии Лизичева А. Д. на Троекуровском кладбище

- Орден «За службу Родине в Вооружённых Силах СССР» II степени
- Орден «За службу Родине в Вооружённых Силах СССР» III степени
- Медали СССР
- Орден Дружбы (Чехословакия, 1988)
- Боевой орден «За заслуги перед народом и Отечеством» (ГДР, 1975)
- Орден Шарнхорста (ГДР)
- Орден Боевого Красного Знамени (Монголия)
- Орден «За боевые заслуги» (Монголия, 6.07.1971)
- Орден Государственного флага I степени (КНДР, 4.12.1986)
- Орден Саурской революции (Афганистан, 26.09.1989)[4]
- Орден Дружбы и сотрудничества (Сирия, 1988)
- Два других ордена иностранных государств
- Медаль «30 лет БНА» (14.9.1974, НРБ)
- Медаль «За заслуги перед БНА» (17.4.1976, НРБ)
- Юбилейный знак «1300 лет Болгарии» (29.03.1982, НРБ)
- Медаль «40 лет Социалистической Болгарии» (15.01.1985, НРБ)
- Медаль «40 лет Победы над фашистской Германией» (Болгария) (16.5.1985, НРБ)
- Медаль «20 лет Революционным вооружённым силам» (Куба, 1976)
- Медаль «30 лет Революционным вооружённым силам» (Куба, 24.11.1986)
- Медаль «40 лет освобождения Кореи» (КНДР, 10.8.1985)

## Сочинения
- Лизичев А. Д., Дудко А. С. Комсомольскому активу — партийную заботу. — М.: Воениздат, 1971.
- Лизичев А. Д. Высокая бдительность - наше надежное классовое оружие. — М.: Знание, 1981.
- Лизичев А. Д. Октябрем поставлены на пост. — М.: Издательство ДОСААФ, 1982.
- Лизичев А. Д. Мы - патриоты, интернационалисты. — М.: Издательство ДОСААФ, 1985.
- Лизичев А. Д. Защита Отечества: человеческий фактор. — М.: Воениздат, 1986.
- Лизичев А. Д. Путь перемен, время действий: [О перестройке парт.-полит. работы в армии и на флоте]. — М.: Воениздат, 1989. — ISBN 5-203-00808-6.
- Лизичев А. Д. Деятельность КПСС в годы войны. — М.: Знание, 1990.
- Лизичев А. Д. «Пока сердца для чести живы…». Избранное: Сборник стихов. — М.: Книга и бизнес, 2003. — ISBN 5-212-00933-2.
- Лизичев А. Д. К заветному берегу: избранные стихотворения. — М.: Мегапир, 2005. — ISBN 5-98501-018-X.